# Ozerkí (Lípetsk)
|  | Per a altres significats, vegeu «Ozerkí». |

Ozerkí (en rus: Озерки) és un poble de l'óblast de Lípetsk, a Rússia, que el 2011 tenia 5 habitants. Pertany al districte rural d'Úsman.